# گئو البرتسن
گئو البرتسن (دانمارکی: Georg Albertsen; ۱۲ ژوئیهٔ ۱۸۸۹ – ۲۸ آوریل ۱۹۶۱) ژیمناست هنری اهل دانمارک بود.